# Луганський повіт
Луга́нський пові́т — адміністративно-територіальна одиниця Донецької губернії з центром у місті Луганськ.

## Географія
Луганський повіт розташовувався у центрі Донецької губернії. Проіснував із 16 квітня 1920 р. по 1925 р.
Станом на 1921 рік складався із 42 волостей:
| №  | Назва волості                             |
| -- | ----------------------------------------- |
| 1  | Адріанопільська                           |
| 2  | Аннинська (Ганнинська)                    |
| 3  | Білівська                                 |
| 4  | Василівська                               |
| 5  | Велико-Чернігівська (Більше-Чернігівська) |
| 6  | Вергунська                                |
| 7  | Веселогірська                             |
| 8  | Георгіївська                              |
| 9  | Городищенська                             |
| 10 | Гундорівська                              |
| 11 | Давидо-Миколаївська                       |
| 12 | Жовтянська                                |
| 13 | Іллірійська                               |
| 14 | Калинівська                               |
| 15 | Кам'яно-Брідська                          |
| 16 | Кримська                                  |
| 17 | Криничансько-Миколаївська                 |
| 18 | Лозово-Павлівська                         |
| 19 | Луганська                                 |
| 20 | Макаро-Ярівська                           |
| 21 | Мало-Іванівська                           |
| 22 | Миколаївська                              |
| 23 | Михайлівська                              |
| 24 | Ново-Олександрівська                      |
| 25 | Ново-Світлівська (Ново-Світаївська)       |
| 26 | Олександрівська                           |
| 27 | Оленівська                                |
| 28 | Ольхівська (Оріхівська)                   |
| 29 | Першозванівська                           |
| 30 | Петро-Голенищівська                       |
| 31 | Петропавлівська                           |
| 32 | Сентянівська                              |
| 33 | Слов'яносербська                          |
| 34 | Сокольницька                              |
| 35 | Сорокинська (Сорочинська)                 |
| 36 | Старо-Айдарська                           |
| 37 | Трьохізбенська                            |
| 38 | Троїцька                                  |
| 39 | Успенська                                 |
| 40 | Хорошинська                               |
| 41 | Церковенська                              |
| 42 | Черкаська                                 |